# Livonsaari
Livonsaari est une île de l'archipel finlandais à Naantali en Finlande.

## Géographie
La superficie de Livonsaari est de 26,3 kilomètres carrés.
Elle s'étend sur 10,9 kilomètres dans la direction nord-sud et sur 6,0 kilomètres dans la direction est-ouest.
Le terrain de Livonsaari est très plat. Le point culminant de l'île culmine à 51 mètres au-dessus du niveau de la mer,.

## Transports
La route principale menant à Livonsaari est la route de liaison 1931, qui relie l'île au le continent. 
La route se termine sur la côte de Teerasalo dans la partie sud de Livonsaari, où se terminent également les lignes de transport en commun.
Le traversier M/S Kivimo mène jusqu'à l'île de Palva.
Le parcours fait partie de la route périphérique de l'archipel.

### Articlesconnexes
- Liste d'îles de Finlande